# Bojan (distrikt)
Bojan (bulgariska: Боян) är ett distrikt i Bulgarien.   Det ligger i kommunen Obsjtina Venets och regionen Sjumen, i den nordöstra delen av landet, 300 km öster om huvudstaden Sofia.
Trakten runt Bojan består till största delen av jordbruksmark. Runt Bojan är det ganska glesbefolkat, med 24 invånare per kvadratkilometer.